# Аресібська діоцезія
Аре́сібська діоце́зія (лат. Dioecesis Arecibensis; ісп. Diócesis de Arecibo) — діоцезія римського обряду Католицької церкви в Пуерто-Рико, з центром у місті Аресібо. Охоплює терени острова Пуерто-Рико. Входить до складу Пуерториканської церковної провінції. Суфраганна діоцезія Сан-Хуанської архідіоцезії. Заснована 30 квітня 1960 року. Голова — єпископ Аресібський. Центральний храм — Аресібський собор.   Населення — 607,000 ос.; з них католики — 372,000 ос. (61.3%). Чинний голова — Данієль Фернандес Торрес, єпископ Аресібський.

## Назва
- Аре́сібська діоце́зія (лат. Dioecesis Arecibensis; ісп. Diócesis de Arecibo)
- Аре́сібське єпи́скопство — за титулом ієрарха і назвою катедри.

## Історія
30 квітня 1960 року була створена Аресібська діоцезія шляхом виокремлення зі складу Понсійської і Сан-Хуанської діоцезій.
1 березня 1976 року була створена Маягуеська діоцезія шляхом виокремлення зі складу Аресібської і Понсійської діоцезій.

## Єпископи
- Данієль Фернандес Торрес

## Статистика
Згідно з «Annuario Pontificio» і Catholic-Hierarchy.org:
| Рік  | Населення | Населення | Населення | Священики | Священики | Священики | Священики           | Диякони | Ченці    | Ченці | Парафії |
| Рік  | католики  | загалом   | %         | загалом   | секулярні | ченці     | вірних на священика | Диякони | чоловіки | жінки | Парафії |
| ---- | --------- | --------- | --------- | --------- | --------- | --------- | ------------------- | ------- | -------- | ----- | ------- |
| 1966 | 515.000   | 640.000   | 80,5      | 103       | 43        | 60        | 5.000               |         | 62       | 146   | 42      |
| 1970 | 522.000   | 595.564   | 87,6      | 116       | 53        | 63        | 4.500               |         | 69       | 87    | 53      |
| 1976 | 552.245   | 666.700   | 82,8      | 114       | 55        | 59        | 4.844               |         | 83       | 150   | 57      |
| 1980 | 417.000   | 499.000   | 83,6      | 86        | 50        | 36        | 4.848               |         | 55       | 145   | 44      |
| 1990 | 435.042   | 518.000   | 84,0      | 102       | 69        | 33        | 4.265               | 8       | 40       | 211   | 58      |
| 1999 | 380.000   | 550.000   | 69,1      | 109       | 64        | 45        | 3.486               | 6       | 54       | 171   | 59      |
| 2000 | 380.000   | 550.000   | 69,1      | 119       | 69        | 50        | 3.193               | 6       | 58       | 178   | 59      |
| 2001 | 380.000   | 604.369   | 62,9      | 110       | 62        | 48        | 3.454               | 12      | 55       | 172   | 59      |
| 2002 | 370.000   | 603.469   | 61,3      | 108       | 58        | 50        | 3.425               | 11      | 55       | 172   | 59      |
| 2003 | 370.000   | 603.469   | 61,3      | 105       | 62        | 43        | 3.523               | 6       | 51       | 161   | 59      |
| 2004 | 370.000   | 603.469   | 61,3      | 96        | 57        | 39        | 3.854               | 6       | 47       | 174   | 59      |
| 2006 | 372.000   | 607.000   | 61,3      | 108       | 58        | 50        | 3.444               | 5       | 55       | 168   | 59      |
| 2012 | 381.800   | 621.400   | 61,4      | 98        | 50        | 48        | 3.895               | 1       | 54       | 127   | 59      |